# 洪蒂夫卡
48°32′24″N 28°0′57″E / 48.54000°N 28.01583°E
洪蒂夫卡（烏克蘭語：Гонтівка）是位於烏克蘭西南部的村莊，由文尼察州莫希利夫-波迪利斯基区的切爾尼夫齊市鎮負責管轄。該村始建於1948年，面積3.02平方公里，海拔高度179米，2001年人口1,153。